# 硬叶耳蕨
硬叶耳蕨（学名：Polystichum neo-lobatum）为鳞毛蕨科耳蕨属下的一个种。

## 扩展阅读
- 維基物種上的相關：硬叶耳蕨